# (18349) Dafydd
(18349) Dafydd est un astéroïde de la ceinture principale.

## Description
(18349) Dafydd est un astéroïde de la ceinture principale. Il fut découvert le 25 juillet 1990 à l'observatoire Palomar par Henry E. Holt. Il présente une orbite caractérisée par un demi-grand axe de 2,89 UA, une excentricité de 0,23 et une inclinaison de 16,4° par rapport à l'écliptique.
Il est nommé d'après Dafydd ap Llywelyn.

## Compléments